# Időfutár
Az Időfutár egy magyar ifjúsági rádiójáték, illetve az abból készült kilencrészes regényciklus, amelynek cselekménye az időutazás körül forog. Főleg 12-18 éveseknek íródott. Főszereplői hetedikesek, illetve felnőttek. Kaland- és ifjúsági regény.

## A rádiójáték
Az Időfutár című rádiójátékot 2012 áprilisában kezdte el játszani a Kossuth Rádió minden hétköznap este. A rádiójáték három évadból, egy évad 70, kb. 10 perces részből áll. A bemutató óta már másodszor sugárzott ismétlést 2015-ben az első rész végénél félbeszakították. Erősen átírt regényváltozatát, az Időfutár sorozatot 2013-2015 között jelentette meg a Pozsonyi Pagony Kiadó.
Igen jó kritikákat kapott, ez a sorozat íróin kívül a kiváló színészeknek köszönhető: többek közt Fullajtár Andrea, Scherer Péter, Hegyi Norbert, Péterfy Borbála, Molnár Piroska, Herman Flóra, Nagy Katica adták a szereplők hangjait.
A sorozatban elhangzó dalokat és a főcímzenét Tövisházi Ambrus (Erik Sumo Band, Péterfy Bori & Love Band) és Hó Márton (Hó Márton és a Jégkorszak) írták.
A forgatókönyv – majd a könyvek – írói: Tasnádi István, Gimesi Dóra, Jeli Viktória, Vészits Andrea

## A regényciklus
Az Időfutár kaland, sci-fi és ifjúsági történet. Hagyományos narratívában van megírva, de a rádiójáték erősen épít az egyes szereplők eltérő beszédstílusára. A történetbe szervesen beépülve használják a különböző modern kommunikációs csatornákat is. A szereplők ezeket alkalmazva, a Wikipédia és Google segítségével nyomoznak, szinte folyamatosan online van mindenki, állandóan mobiloznak, chat-elnek.

## I. rész: A körző titka (A rádiójáték első évada)

### A cselekmény
|  | Alább a cselekmény részletei következnek! |

A történet elején megismerkedünk Hannával, akinek a családja apja munkája miatt folyamatosan költözik. Zsófival, korábban Szegeden megismert barátnőjével Skype-on tartják a kapcsolatot. Budapest először unalmasnak tűnik, de a lomtalanításon talál egy rozsdás körzőt, amelyet egy furcsa, ijesztő öregember, és egy felemás szemű férfi és öltönyös társai is meg akarnak kaparintani. Azonban Hannának iskolai nehézségei is vannak: diákja lesz a „dementornak” nevezett Bujdosónénak, az iskola rettegett igazgatónhelyettesének, és az osztálytársai sem a legszimpatikusabbak. A padtársa, Tibi, akit az osztály mindig cikiz, mert egy konyhás néni a nagymamája, szinte egy szót sem szól Hannához, amíg egyszer az öregemberrel együtt egy balesetbe keverednek bele, és kénytelenek segíteni. Hogy hogyan utazik vissza kétszáz évet az időben Hanna és az öregember, hogy hogy segít nekik a szegeden ücsörgö Zsófi, hogy Hanna ofője és magyartanára hogy kerülnek egy teljesen másik idősávba, és hogy miért van ennek az egésznek köze egy különös körzőhöz és sakkasztalhoz, mind kiderül a könyvből, vagy a nagyon szórakoztató rádiójátékból!
Az Időfutár sorozat fő alakjai Hanna, egy hetedikes diák (a rádiójátékban fiatalabb), osztálytársa, Tibi, aki az osztály legmarginálisabb tagjából a kalandok során kulcsfigurává válik, Hanna barátnője, Zsófi, aki Hannáék előző lakhelyén, Szegeden él. A lányok folyamatos Skype-kapcsolatban vannak, ahol Zsófinak csak a hangját halljuk, illetve chat-üzeneteit olvassuk. Ő az ész, az egy helyben álló tanácsadója a mozgó, kalandozó társaságnak. A felnőtt szereplők közül Sándor játssza a kulcsszerepet: a fura, régiséggyűjtő öregúrral a lomtalanításkor találkozik Hanna, aki megtalálja azt a régi körzőt, amit Sándor is keres.
Hannáék állandóan költöznek Hanna apjának munkája miatt. Legújabb lakhelyük Budapest, egy gangos ház. Hannának ezért nincsenek barátai, kivéve Zsófit, Szegedről, előző iskolájából. Az új iskolában zordan fogadják. Ám hazafelé a lomtalanításban talál egy fura, régi körzőt. A körzőre azonban meglepő módon többen áhítoznak: egy ijesztően vén öregember és egy csapat öltönyös fickó. Hanna elmenekül, a körzőt rejtegeti, de hamarosan a nyomában vannak. Először a számítógépébe jutnak be, majd a lakásba is. A pénz- és hataloméhes felemásszemű üldözi hőseinket végig, mert ő is a körzőt akarja megszerezni, amely állítólag elvezet a jakobinusok kincséhez. A gonoszok megszerzik a körzőt, s a történetben a jók csapata (Hanna, Tibi, Zsófi, Sándor) ezt próbálja visszaszerezni. A nyomozás kalandjai során Tibi és Zsófi szép lassan egymásba szeretnek a Skype-on keresztül – a személyes találkozás a folytatásra marad...
A történet főszála mellett megismerkedünk Hanna életének mindennapjaival a gangos házban és az iskolájával, ahol éppen a Varázsfuvolát tanulják be modern átiratban év végi bemutatóra a diákok. A Varázsfuvolával kapcsolatos információk is a jakobinusok összeesküvőkhöz és a hipotetikus kincshez vezetnek a szabadkőműves szimbolika segítségével. A történet utolsó harmadában megjelenik a múltbéli szál is, amely a második részben nyer majd különös jelentőséget. Megismerkedünk a magyar felvilágosodás fontos alakjával, a sokoldalú feltaláló Kempelen Farkassal, aki majd a második részben központi szerepet fog játszani. Az iskolai történelem órai jelenetekből is fontos, a regény cselekményéhez szükséges információkat kapunk a magyar felvilágosodás koráról, Mária Terézia bécsi udvaráról és a jakobinus mozgalomról. Ezt egészíti ki a gyerekek internetes nyomozása a kor, a kincs és a titokzatos térkép kapcsán.
|  | Itt a vége a cselekmény részletezésének! |

### Helyszínek
Budapest – Budapest belvárosa a könyv legfőbb helyszíne. A Körút környékén lakik Hanna, Sándor és Tibi is, valamint az iskola, a Sigray Jakab Gimnázium is errefelé található. A gonoszok főhadiszállása a Svábhegy egyik villájában van. A szerzők kihasználják, hogy a budapesti helyszíneknek mind sűrű atmoszférája, sokrétű jelentése van. Tibi a Lujza utcában lakik, a nyolcadik kerület mélyén, Hanna egy átlagos hetedik kerületi gangos házban él a családjával, ahol a hangos szomszédok, a tiltó falragaszok és a nyilvánosan élt magánélet ismerős és vicces jeleneteibe keveredik. Sándor a Mozsár utcában él a kis régiségboltja felett, mint azok az idős emberek, akiket szinte itt felejtett az idő kisiparos boltjaikban egy elmúlt korból.
A budai helyszíneknél a Buda alatt húzódó csatorna- és labirintushálózat játszik nagy szerepet, és ennek kivezető nyílásai, a Türbe, az Apostol utca, és a Lukács fürdő. Minden helyszínen megjelenik az ismerős kolorlokál: a Lukács kabinosa Sándor bácsi fecskenadrágjával fűszerezve igazi kabaréjelenet.
Bécs – a nyomozás fontos helyszíne Bécs, és a bécsi Természettudományi Múzeum. Bécsben számos olyan épület van, többek közt ez is, ami a Habsburgok fénykorában, a felvilágosult abszolutizmusban épült, és egy akkori tudományszemléletet tükröz: ásványgyűjtemény, formalinban eltett állatok, óriási levéltár – a világ valamikor még listázhatónak, felmérhetőnek tűnt. Bécs Mozart városa is, akinek a Varázsfuvoláját a gyerekek az iskolában próbálják, és Hanna bécsi útja során vissza-visszaköszönnek a Varázsfuvola alakjai is. A bécsi helyszínek megismerése azért is fontos, mert a második részben kiemelt jelentősége lesz a városnak.
Pozsony és Selmecbánya – a múltbéli szál két legfontosabb helyszíne ez a két felvidéki város, amelyek ma Szlovákia területén találhatók meg. Az első rész Selmecbányán ér véget.

### Főbb szereplők
Kalász Hanna – okos, kissé flegma, visszahúzódó, magának való 13 éves lány. Csípős megjegyzései mindig találnak, de többnyire nem mondja ki őket, csak legjobb barátnőjének, Zsófinak.
Zsófi – érzékeny, magányos, szobájába zárt lány, tolószékes, gyakran jár orvoshoz. Ragaszkodik Hannához, lobbanékony, aggódó természet. Távolról kevésbé tud közreműködni, de éles esze és ötletei a csapat teljes értékű tagjává teszik.
Arató Tibi – szegény körülmények között élő gyerek, aki csak az iskolában tűnik butának lassúsága, szégyenlőssége miatt. Valójában a medvekülső mögött nagyon érző szív lakik, megvédi a barátait, hűséges hozzájuk, erejével segíti őket. Éles helyzetben sokszor ösztönösen jól dönt. Szülei nincsenek, nagyanyjával él. Egyes tanárok meg akarnak szabadulni tőle, lopásokkal gyanúsítják, és egyszer-kétszer indulatai miatt valóban bajba is keveredik. Gúnyolódások céltáblája, de Hanna és az osztályfőnöke kiáll mellette.
Felemásszemű – gonosz gazember, aki pénzhez akar jutni az időutazás révén. Mindenkin átgázol, gyilkolni is képes, saját szövetségesére sem lesz a későbbiekben tekintettel. Két szeme különböző színű.
Sándor- hajléktallannak tűnő, kedves, összezavarodott öreg ember.

### Osztálytársak és tanárok
Bulcsú – Egy „földönkívüli”, azaz egy dalek. Mindent tud, de gyakran megkérdőjelezi a tudomány állításait, mindig közbeszól, hogy mit hogy kéne, a matematikát Géza bá'-nál is jobban tudja.
Szabika – tipikus minden lében kanál srác. Mindig közbeszól, mindig van egy vicces megjegyzése, mégis bírják a tanárok. Idegesítő, de szórakoztató, és pont buzgalma miatt időnként hasznos. Levakarhatatlan.
Ervin – az okos stréber, nyalizós nyolcadikos. Mindenkit lenéz, és nem képes kapcsolatokat teremteni, ezért inkább a tanárok körül lebzsel. Mindig mindent tud, nem azért, hogy nyalizzon, hanem mert érdekli. Ő érezné rosszul magát, ha nem tudná. Sokat segít Hannáéknak a tudása. Mindeközben Edina pasija, akivel nagyon különbözőek. A szülei elváltak.
Siklósi Edina – szintén prototípus. A köröm- és hajfesték, smink és a nagy szerelem körül forog az élete, rettentő jómódban él, csakis csapatban jár és visítozva beszél. Önző, de ha valakit a barátjának tud, azért kiáll és segít rajta a maga módszereivel.
Rogyák Mari – magyartanár, lelkesedik az irodalomért, a gyerekek sokszor csúfolják, de alapvetően kedvelik. Szenvedélye a Varázsfuvola, és a költemények. Gyengéd szálak fűzik Géza bá'-hoz.
Géza bá’ – osztályfőnök, tesi–matek szakos tanár. Nagyon szereti a gyerekeket, felelősséget érez irántuk, laza, humoros, igazi jó tanár. A gyerekek is szeretik, és tudják, hogy mit engedhetnek meg maguknak vele szemben. Segít Mária néninek a Varázsfuvola próbáit koordinálni. Megvédi a gyerekeket tűzön-vízen át, szembe mer szállni a dementorral is.
Dr. Bujdosóné, Dr. Bakonyi Edit – a dementor, az iskola réme, ha belép a terembe, megfagy a levegő. Történelem szakos, szenvedélye a történelem, de a gyerekeket látni sem bírja. Igazgatóhelyettesként elitista, mindenkit lenéz, aki nem hozzá hasonló. Ki akarja rúgatni Tibit.
Vali néni – tipikus konyhás néni, Tibi nagymamája, mindent megtesz a boldogulásáért. Kedves, egyszerű asszony, akit a gyerekek sokat csúfolnak a leveseibe esett hajszálak miatt. Sokat aggódik Tibiért.

### Szomszédok és család
András – irtózatosan helyes huszonéves „szembeszomszéd”, aki állandóan bulizik és csajozik. Megszereli Hanna számítógépet, segít technikailag a nyomozócsapatnak, távsúgót szerel Tibi fülébe a feleléshez. Cserébe, Hanna „kis tanítványokat” (magát is) szerez neki, hogy az anyja azt higgye, van tisztes keresete.
Joli néni – minden lében kanál pletykás szomszédasszony.
Bubkóék – szembe lakó házaspár. A férj igazi bunkó, állandóan ideges, éjszaka dolgozik. A kis felesége meg igazi áldozattípus, aki szívesen hallgat bárkit panaszkodni, és ő is szívesen panaszkodik. Az ikreik állandóan bömbölnek.
Csongi bácsi – félig süket, mogorva házmester, szenvedélye a szabályokat kiragasztgatni a lépcsőházban. A macskákat szereti.
Anya (Niki) – ezoterikus, kissé idegesítő és túlgondoskodó anyuka, aki néha a saját problémái mögül nem lát rá a gyereke gondjaira. Sokszor nem érti Hanna kiskamasz problémáit, de nagyon szereti őt és sokszor jogos az aggodalma. Állandó humorforrás kettejük konfliktusa és az anya különcségei.
Apa (Csaba) – Hanna nagyon szereti lazasága és talpraesettsége miatt, de ő sem érti igazán kamaszodó gyerekét. Nem tud lelki életet élni sem Hannával, sem a feleségével, de kedvessége és jóindulata minden konfliktust felold.

## II. rész: A királynő palástja és a III. rész: A próbák palotája (A rádiójáték második évada)

### A királynő palástja cselekménye
|  | Alább a cselekmény részletei következnek! |

A varázsfuvola előadása után a Felemásszeműék elhurcolták Hannát Selmecbányára, és Sándorral a barlangban ragadva ketten visszautaztak az időben a nyár elején. Iskolakezdéskor Tibi és Zsófi még mindig keresik barátnőjüket, és kétségbe vannak esve, hogy nem lesznek ketten elegen a kutatáshoz, ezért közös megegyezéssel Tibi beavatja Ervint és Bulcsút, de Szabika mindezt kihallgatja, ezért kényszerből őt is beveszik a mentőcsapatba. Titkos üzeneteket találnak Hannától egy várszínházi plakáton, s közben a rendőrség mindannyiukat kihallgatja. Egerben, Mária Terézia palástjában megtalálják Hanna üzenetekkel teli naplóját, melyet olvasókörben olvasnak föl a suliban és délután. Óvatosnak kell lenniük, mert Király Zsolt főnyomozó minden lépésüket figyeli.
Hannát a bányában 1791 nyarán találják meg, s Sándor egy Metzler nevű úr segítségével eljuttatja őket Pozsonyba Kempelen Farkashoz. Hanna édesanyja, Niki, el akar menni egy jósnőhöz, hogy Hannáról érdeklődjön. Zsófiék félnek, hogy az hazudni fog neki, ezért Tibi elmegy hozzá, aki azt jósolja neki, hogy Hanna bajban van. Tibi ezért ráveszi a nagymamáját, hogy jósoljon ő, és Niki egy félreértés miatt azt hiszi, hogy Hanna karácsonyra hazajön. Edina ellopja Hanna naplóját de csak egy romantikus regénynek hiszi. Tibi beavatja Bujdosónét a titokba.
Hannát és Sándort elfogják és Bécsbe hurcolják, ahol a Harmincegyek vezére, Born Ignác próbára teszi, hogy ő-e a „Körző választottja”. A próba nem sikerül. Hannát ezért tömlöcbe dobják, ahol megismerkedik Charlotte-tal és Metzler kiszabadítja őket. A Felemásszemű eközben minden áron meg akarja kaparintani a naplót, ezért a kis mentőcsapat hamisít egyet, mely szerint Hanna Egyiptomban kötött ki 3000 évvel ezelőtt.
Hannát Sándorék fiúnak öltöztetik be, átkeresztelik „Hanno”-ra, és Benedict Shack színész inasaként foglalkoztatják a bécsi Freihaus-Theaterben. Charlotte megpróbálja ráejteni a díszletet Born Ignácra, amikor a színházban járnak. A jelenben A Felemásszeműnek azt hazudja a csapat, hogy Hanna 1945-ben kötött ki, és ő a ma élő Hanna néni, Edina ausztrál rokona. Tibi és Zsófi majdnem találkoznak Pesten, de Zsófi nem mert megjelenni kerekesszékesen. Mikor Benedict megvágja magát és megparancsolja Hannót, hogy vegye le ingjét és adja oda kötésnek, Hanna tiltakozó sikoltásából rájön, hogy lány, és a francia strigának hiszi. Metzler megbízza Hannát azzal, hogy adjon át Kempelennek egy titkos üzenetet. A visszaúton Charlotte tőrt szorít a nyakához, de Hanna leleplezi valódi kilétét, és Charlotte hálából megtanítja harcolni.
Felemásszemű Imrét Hanna néni fogságban tartja szerelemből egy ausztráliai rancson. Géza bá és Roggyantmari eközben elolvassák Hanna „egyiptomi naplóját”, de az anyukája megerősíti, hogy az nem az ő kézírása. Charlotte merényletet tervez Kempelen ellen, de Hanna mindent elárul a kis Sanyikának. Charlotte elviszi Hannát Lipót császár vacsorájára Bécsbe, mert Luigi Galvani is jelen lesz. Hanna táncol egy kicsit a fizikussal, majd tesz egy romantikus kört Metzlerrel. Charlotte a Hanna nevével díszített tőrt használva szúrja szíven Galvanit, így Hanna válik a vádlottá.

### A próbák palotája cselekménye
A napló a Hannára kent gyilkossággal ért véget. Tibi megmutatja a naplót Hanna szüleinek, de nem hisznek neki. Szegeden az Országos Fizikaversenyt Tibi, Bulcsú és Ervin nyerik meg, és végre találkoznak Zsófival. Bulcsú feltalálja a féreglyuktelefont, amely a beszélő sakkozó törökön keresztül működik. Metzler és Benedict versengenek Hanna szerelméért.
Mielőtt Hannát még letartóztathatták volna 2 hónappal ezelőtt, sikerült elrejtenie a naplót menekülése közben, de a titkosőrség rárontott. Elvitték kihallgatásra, de Galvani szerencsére életben maradt, és megerősítette, hogy nem Hanna szúrta le. Gotthardi, a titkosőrség feje, megkéri Hannát, hogy jelentsen nekik, ha megtud bármi mást Charlotte-ról. Hanna még megtartotta telefonját, ezért Bulcsú küld Hannának egy töltőt, és mikor zenehallgatás közben lejátssza az Éjkirálynő áriáját. Mozart meghallja, és azt hiszi, neki van ilyen gyönyörű hangja, és felveszi Éjkirálynőnek a Varázsfuvolába. Mindeközben Born Ignác elhuny, és Charlotte-tól érkezik egy Mozartnak címzett levél Born Ignác pecsétgyűrűjével együtt, melyben az áll, hogy „te leszel a következő”.
A fizikaverseny fődíja a genfi CERN látogatása volt. Felemásszemű Imre és Bujdosóné Géza bával együtt kísérik el a fiúkat, és Genfben találkoznak Pusztai professzorral. A lánya, Tekla, segít a csapatnak visszaküldeni Schrödingert, a macskáját Hannához a múltba a Nagy Hadronütköztetővel. Zsófit meg akarják gyógyítani azzal, hogy a múltba küldik, ezért Hanna néninek Edina azt hazudja, hogy Bujdosóné fogságban tartja a Felemásszemű Imrét, és a néni féltékenysége miatt már viszi is őket Svájcba. Metzler szerelmét Hanna nem annyira viszonozza, mint Benedictét, ezért az agglegény marad élete végéig. Hanna, azt gondolván, hogy végre hazatérhet, elbúcsúzik Benedicttől egy csókkal. A hadronütköztetőben a Felemásszemű elállít egy s mást, így Imre, Búné, Bulcsú, Tibi és Zsófi véletlenül a jövőben, a porral borított, kiszáradt Balatonban, 2058-ban kötnek ki.
Pusztai professzort is beavatják titkaikba, aki felveti az ötletet, hogy a szegedi Szuperlézer is működhetne úgy, mint a hadronütköztető, így Hanna néni támogatja őket pénzzel, hogy „hozzák vissza az Imréjét”. 2058-ban a csapat kiköt egy benzinkútnál, ahol találkoznak egy öreg emberrel és egy Rozsó néni nevű öreg hölggyel. Hannát eközben próbára teszik, hogy elárulná-e pár tudós nevét Charlotte-nak. Hanna nem árul be senkit, ezért átmegy a próbán és ő lesz az új Nagymester. Minden eddigi megpróbáltatás a titkos társaság műve volt, hogy levizsgáztassák Hannát, és végül Benedicttel együtt felveszik a Harmincegyekbe. A boglári gömbkilátóban az Öreg visszaküldi a legyengült Zsófit 1791-be Hannához, ahol a nép a Fénybe Öltözött Asszonyként ünnepli, de fegyvert szegez Hannára.
|  | Itt a vége a cselekmény részletezésének! |

### Újabb szereplők
Király Zsolt – A főnyomozó, egy igazi rendőrkopó. Rideg, sosem adja fel. Ő akarja megoldani a Hanna eltűnése körüli rejtélyt.
Mozart (Wolfi) – Híres zeneszerző, a Varázsfuvola írója. Szereti a snapszot, és az alvást. De mindezen kívül jó természet, semmi rosszra nem képes.
Schikaneder – A népszínház igazgatója. Elég ideges, mert semmi sem alakul úgy a Varászfuvolában, ahogy akarja.
Jozefa – Az Éjkirálynőt alakítja (az eredetit), hisztérikus, és erőszakos.
Born Ignác – A (Hanna előtti) Nagymester.
Benedict Shack – Páváskodó, lobbanékony, de akit szeret, azért bármit megtesz. Őt öltözteti Hanno. Az elején bunkó, de a történet előrehaladtával egyre inkább kezd megváltozni (főleg Hanna miatt). Később beleszeret Hannába, és úgy tűnik, a lány is így érez.
Johann Georg Metzler – Az átható kék szemű, udvarias 21 éves férfi. Hanna megmentője.
Charlotte Corday – A francia striga. Szándékai és szerepe ismeretlen. A tömlöcben megismert Angelina Jolie-szerű hölgy, aki meg akarja ölni Born Ignácot.
Hanna néni – Edina apai ági nagynénije Ausztráliából. Szerelmes Felemásszemű Imrébe.
Hanno – Hanna álruhában.
Gotthardi – A titkosőrség vezetője.
Berci – A Népszínházban tartott oroszlán.
Pusztai professzor – A CERN-ben dolgozó hölgy, aki majd a szegedi Szuperlézer vezetője lesz.
Tekla – Zsófi ismerőse, régebben egy iskolába jártak, de onnan hamar kicsapták. Anyja Pusztai professzor nagy szerepet kap a második időgép elkészítésében.
Schrödinger – Tekláék kandúr macskája.

## IV. rész: A káosz temploma, az V. rész: A por hatalma és a VI. rész: A holnap ostroma (A rádiójáték harmadik évada)

### A káosz temploma cselekménye
|  | Alább a cselekmény részletei következnek! |

Zsófi a fegyvert Kempelen Farkasra szegezi, de Hanna őt testével önfeláldozóan fedezi. Közben a közönség elömleszti a teret, így van esélyük elmenekülni. 2012-ben Géza bát és Mari nénit meghívják Hanna szülei karácsonyi vacsorára. Szabi elkezd Edinának udvarolni. Hanna közli Bulcsúval és az aggódó Tibivel, hogy Zsófi Bécsben van, de hátsó szándékkal. Hanna karácsony este beszél a szüleivel és tanáraival féreglyuktelón keresztül.
Hanna ír egy levelet Zsófinak, hogy térjen vissza közéjük, de a válasz csak egy marék por és hamu volt, amelyet Sanyika kézbesített. Tibi és Bulcsú találnak egy Porból készült templomot, ahol végig is néznek egy szertartást titokban: csuklyás emberek táncolnak egy Porkígyó körül. Zsófi az őt istennőként kezelő követőivel elkezd gyújtogatni épületeket Bécsben, és letartóztatják. Ferenc trónörökös meglátogatja a tömlöcben, s Zsófi ad neki Port azzal a tanáccsal, hogy adja Lipót császárnak egy hónapon belül, hogy átvehesse apja helyét a trónon.
Szegeden Géza bá, Mari néni, Tekla, Vali néni, Szabi, Edina és Hanna néni a Szuperlézeres hadront használva elkeverednek az ókori Rómába. Kempelen Lipót császárnál tett látogatásáról azt hiszi Hanna, hogy ő mérgezte meg a felséget, de mindössze csak egy guillotine-t rendelt tőle a császár. A hatóságok a guillotine láttán letartóztatják Kempelent. Lipót rögvest el is rendelteti Zsófi lefejezését. A halálra ítélt lány utolsó kívánsága, hogy a király vegye be a „gyógyszerét”, és a Portól a császár összeesik.
A római csapat rabszolgasorra kerül. Petronius megveszi Máriát verstudása miatt, és vele megy azzal a feltétellel, hogy „két lánya”, Tekla és Edina, és az ő „nagyanyjuk”, Vali néni vele jöhet Petroniushoz. Géza bá és Szabi gladiátoriskolába kerülnek, ahol Szent Péter is rab. Zsófi belopja magát Ferenc szívébe és a Por segítségével befolyásolja az újonnan koronázottat. Hannáék megpróbálnak Bécsből elmenekülni, de rajtakapják őket, és bezárják a palotába. Mivel Zsófinak csak Kempelen kellett, a többieket szabadon engedik. Hanna és Sándor az időgépet Schwechatban találják meg darabokban egy tanyán. Benedict megjelenik megvédeni Hannát a gazda kézkérésétõl, s egy csapat vasvillás lakos dühétől sikerül elmenekülniük 2058-ba, ahol a semmi közepén találják a Felemásszeműt. Hanna érzelmi kétségbeesése olyan erős, hogy lábnyomokká formálja a Port, és elvezeti őket a „porszívóhoz“, amelynél még Tibiék kötöttek ki. Néró udvarában Teklának sikerül felhívnia Pusztait, aki azt tanácsolja, hogy meneküljenek el a csatornákon keresztül. A porszívóban egy édenkertszerű helyiséget találnak, viszont a növényekből kicsapó indák elhúzzák Hanna barátait, magára hagyva a lányt.

### A por hatalma cselekménye
Hannáék Búravárosban kötöttek ki, mint kiderült, melynek a tisztító az elsőszámú védelmezési rendszere. Hannát bezárják egy helyiségbe, ahol Búnéval, Bulcsúval és Tibivel néz szembe. Az Öreg is ott van, ki leleplezi magát Ervinként, aki asszisztált az Isteni Anyag létrehozásában. A kafetériában Hanna később mindenről beszámol Benedictnek és Sándornak. Vali néninek Veszta szűzként kell jósolnia Nérónak, mely szerint az uralkodónak hamarosan örököse lesz. Hanna néni Poppaea-t, Néró nejét 21. századi trendekbe öltözteti. Hannáék találkoznak Búraváros uralkodójával, aki egy helyes, 14 éves srác, Fúzió. Schrödinger szül 6 kiscicát, s Fúzió a macskákat megteszi a hét napjainak védőszentjeinek. Géza bá és Szabi építenek egy tutajt. Néró tanácsadója, Seneca, „nyugtatóporral“ befolyásolja a császárt, s azt tanácsolja, hogy ha felesége nem terhes, végeztesse ki. Kiderül, hogy várandós.
Fúzió kihallgatja öreg segédével, Thalésszal Hannáékat, kik elárulják, hogy az öreg Ervin Zsófit Porral küldte vissza azzal a céllal, hogy véget vessen Kempelen életének. Öreg Ervin bevallja Hannának, azért összpontosított ennyire az Isteni Anyag elkészítésére, hogy visszahozhassa őt. Seneca lefizeti Calót, a rabszolgatartót, aki eladta a csapatot Petroniusnak, hogy ölje meg Vali nénit. Calo Géza báékat bízza meg ezzel, akik csak leütnek egy másikat, míg Seneca kialtatja a veszták tüzét. Imre és Búné Búraváros időgépéért cserébe belemennek, hogy csalik legyenek arra a célra, hogy megtudják a Por szándékát, de az mindkettőjüket elnyeli. Egy titkos szervezet acélbunkerében landolnak a föld alatt, amelyet Imre volt főnöke, az arkhón vezet.
Rómában a csapat Ostiában próbál elmenekülni úgy, hogy hajóra szállnának, de Rogyákmari hisztit csap, és Petronius elrendeli, hogy Gézáékat etessék meg az oroszlánokkal. Szabi viszont belekever a kencéjükbe cikóriát, amit utálnak az oroszlánok, így megmenekülnek (előtte a kávét próbálták cikóriával helyettesíteni, ugyanis Berci, a bécsi oroszlán szerette a kávét). A hadronról kiderül, hogy a felvonuláson Néró járműve.
Búravárosban Benedict megrendez egy újabb Varázsfuvola-előadást Fúzió 15. szülinapjára. Sándorék megpróbálják megkeresni a Porban az időgépet, de a Por örvénybe keríti őket, amiből Thalész kimenti őket. Ez rengeteg erőt vesz ki az öregből, ezért beviszik a gyengélkedőre. Ott megtalálják Zsófi testét vegetatív állapotban, masinákra felkötve. Thalész elmagyarázza, hogy a Por legnagyobb vágya, hogy megtestesüljön, és a lélek biztosítja a szilárdságát, így Zsófit lemásolta és felhasználta a lelkének egy nagy részét. Ha a lélek egészét venné el, Zsófi teste megszünne létezni, ezért hátrahagyott pár „lélekszilánkot“: Por-Zsófi nélkül nincsen igazi Zsófi. Zsófi lelkének érzelmi, jó tulajdonságai a testében maradtak. Thalész le akarja kapcsolni Zsófit a gépről.
Fúzió szülinapján Benedict elő is adja a Varázsfuvolát, Tibit megválasztják az új 14 éves királynak (azért indult, hogy elrendelhesse, gyógyítsák meg Zsófit), és Búnét találják a kapuk előtt porral betakarva. Tibi beengedi.

### A holnap ostroma cselekménye
Búné elmagyarázza, hogy csak tettette az együttműködését az arkhónnal, mert másképp nem jutott volna ki, és elmondja, hogy végső csapásra készülnek Búraváros ellen. Hanna, Sándor és Búné vissza terveznek menni az időben, és elmennek a Káosz Templomába az ellopott sakkasztalért, de Búné átverte őket. Az arkhón fogságban tartja őket, és elveszi tőlük a sakkbábukat. Hannát rá akarja venni arra, hogy csempésszen be egy fiolányi port Zsófinak Búravárosba, és ő látszólag belemegy.
Rómában mindenki haragszik Máriára, de ő szabadnak megtett nőként megveszi Gézát, és rájönnek, hogy a hadron szertartási eszközként van használva Széth templomában. Kiderül, hogy Hanna néni a Szuperlézert úgy finanszírozta, hogy két kígyópecsétestől kapott pénzt azzal a feltétellel, ha követi az utasításaikat: felfordulást csinál induláskor és a hadronban hagy egy diktafont Senecának. A diktafonra Néró azt hiszi, hogy az istenek neki üzentek, és meghívták a Nagy Ceremóniára. Tekla elmagyarázza, hogy a hadront fel kell tölteni energiával, és egy nagy tűz is megfelelne.
Az arkhón elmagyarázza Búnénak, hogy Széth lényegíti át a port, de a tudósok a Nagy Háború előtt nem tudták befejezni a tökéletes anyagot megtestesítéséhez, ezért kell visszajutniuk a 18. századba a legtöbb tudós elméhez. Mikor kiszívta a Porkígyó Zsófi lelkét, a testét hátrahagyták gondolva hogy élettelen, de Búraváros begyűjtötte. Sándorék kicselezik az arkhónt és ketten visszamennek Bécsbe. Addig a fél évig, míg távol voltak, Zsófi a feje tetejére állított mindent; elfogta a tudósokat, a várost a Por szentélyévé változtatta és a múlt modern technológiával lett ötvözve. Bécs most már Sophiesburg néven fut, és Zsófi jobbkeze Kempelen. Hannáékat újra elfogják és a Burgban börtönbe vetik, Charlotte mellé. Zsófit Hanna ridegnek képzeli el, de a kihallgatáson barátnője örömében átkarolja őt.
Búravárosban úgy kerül az ostromra sor, hogy az Imrét csaliként használva beengedik a városba, s a katonák berohannak a számára feltárt résen. Zsófi testét akarják, de Tibiék elmenekülnek Zsófi testével együtt, míg a káoszkatonák rájuk nem találnak. Tekláék építenek egy hadronhamisítványt, amelyet Néró teljesen bevesz, és a Róma égetésével gyűjtött energiát felhasználva hazajutnak. Kübekházán, Szeged mellett kötnek ki egy erdőben, ahol napokig sétálnak, míg a határőrök rájuk nem bukkannak és arab behatolóknak tekintik őket, de Pusztai professzor a mentségükre siet.
Zsófi elmagyarázza, hogy az Öreg még port itatott vele, hogy meggyógyuljon, és nagyon sokáig azalatt a parancs alatt állt, hogy ölje meg az összes tudóst. Charlotte, hogy meggyőzze Hannát arról, hogy Zsófi gonosz, éjszaka belopózik Hannával a laborba, hogy megmutassa, ahogyan Zsófi a Hannától kapott Port tartalmazó fiolát használva egy kígyót teremt és felhívja az arkhónt, hogy másnap megkezdődik a Nagy Ceremónia. Sándor eközben leleplezi magát Hell Miksaként, ki valójában egy csillagász és csak egy pár évet töltött a jelenben. Meglátta egy csillagképben a Vörös Sárkány és Fénybe Öltözött Asszony közötti harcot.
A Práterben a medencét megtöltik porral, a közönség láttára Zsófi beindítja a port, és a hullámokban elnyelve átalakul egy fekete monstrummá. Kempelen azt mondja, hogy egy inhibitorral, azaz egy porral teljesen ellentétes eszközzel még véget vethetnének ennek. Hanna, mivel rá egyáltalán nem hat a por, beleveti magát a medencébe, s a szörnyből csak porfelhő marad. Minden visszatér a régi kerékvágásba, mert mindenütt kialudt a Por. Az arkhón Tibiéket túszként tartja, és pisztolyt szegezve követeli Thalésztól, hogy kapcsolja be az időgépet, de a pisztoly és a káoszdroidok is porrá válnak s száz évet öregszik az arkhón a por hatása nélkül. Zsófi mindeközben felébred, és meg is műtik a gerincét.
Két nappal később Sándor Hannával néz szembe a Döglött Harkályban. Elmagyarázza, hogy Charlotte húzta ki a medencéből, mielőtt megfulladt. Bulcsú és Öreg Ervin befejezik a buravárosi időgépet, de csak öten férnének el, ezért Benedictet hátrahagyják. A jövőből visszamennek Ferihegyre, hogy megállíthassák Ervint a Por feltalálásától. Hanna is ebben a pillanatban bukkan fel, és Benedict leleplezi magát, hogy ő jött Imre helyett a jelenbe.
|  | Itt a vége a cselekmény részletezésének! |

### Újabb szereplők
II. Lipót – A betegeskedő német császár.
I. Ferenc – II. Lipót fia, Porral megmérgezi apját, hogy megkaparinthassa a trónt.
Az arkhón – A kígyórend vezetője; célja segíteni Széth isten megtestesülését a Nagy Ceremónián.
Calo – A rabszolgatartó, ki megtalálta időutazóinkat és rabszolgasorra verte őket.
Petronius – Az ókori Rómában egy gazdag művelt ember, ki megveszi Rogyákékat rabszolgául.
Néró – A római császár, kinek udvarába csöppennek bele időutazóink.
Poppaea – Néró várandós felesége.
Seneca – Néró nevelője és egyben tanácsadója. Nagy filozófus.
Fúzió – Borzas szőke hajú, barna szemű, komolytalan 14 éves srác, Buraváros vezetője. Szülei fizikusok, ezért nevezték el Fúziónak, de át szeretné keresztelni magát Józsira. Szüleit elnyelte a por mikor kétéves volt, ezért az árvák közül őt választották, hogy legyen a 14 éves király.
Thalész – A buravárosi uralkodó okos öreg segédje, ki végrehajtja a felség akaratát.

## VII.rész: Az ellopott időgép
Mindenki 2013-ban Budapesten. Megesküdött mindenki, hogy egy szót sem szól az időutazásról, mert ha a gyerekek szülei megtudnák annak nem lenne jó vége. Ezért mindegyik időgépet elrejtették: a buravárosi ugyan felrobbant, de biztonság kedvéért mégis erejtették Géza báék hétvégi házába, Tahin. A sakkasztalt Bujdosóné eladományozta egy múzeumnak, de a körző Hannánál maradt, hogy tényleg ne tudják használni. A hardont meg Pusztai professzor szétszerelte, és az alkatrészeit elrejtette a szegedi Szuperlézer kódokkal és egyéb biztonsági rendszerrel ellátott “széfjeiben”. 
Évek teltek el ez óta, így sok minden megváltozott: Hanna egy Gergő nevű sráccal jár, Zsófit felvették egy bentlakásos suliba Londonban, Géza bá lett az igazgató a Sigrayban, Bujdosóné felmondott, Edina Szabival jár, Rogyák Mari terhes… szóval sokminden megváltozott. De egy nap mégis összehívták a vészgyűlést. Ugyanis valaki köpött. Hanna egy hirdetést talált azzal a címmel, hogy gyere el a Hardonpartira, és egyéb helyszínekkel(idővel együtt) az időutazásukról. Géza bá ellenőrizte, az időgépeket, hogy megvannak e, és tényleg,  a hétvégi házukból ellopták! Kisebb “kihallgatások” közepette, kiderült, hogy több gyanúsított is van. Szabika fecsegett az edzőjének, Krisznek, Benedict a színjátszósoknak magyarázott. Ám Búné rájött, hogy még valaki hallgat. Mégpedig Tibi. Kikérdezte, és a fiú elmondta neki, hogy Zoltánnak, az örökbefogadási embernek mondott el mindent, sőt, képet is mutatott, holott azt beszélték meg, hogy minden bizonyítékot eltűntetnek. Búné még azt is kiderítette, hogy ez a Zoltán a kiskorú szökött gyerekeknek is segít, így gyanúsítottá vált ez a Rigó nevű kis “gazember”. Tibi próbálja kijavítani a hibáját és ha már visszaszerzi az időgépet, megnézheti, ki a valódi anyukája. Azonban csapdába csalják és 1593-ban köt ki. Szerencsére nála van a féreglyukteló, és így mindent elmond Hannának.
Hanna, Bulcsú, Bujdosóné és Benedict(bár a legutóbbi nem volt tervezve) elhatározták, hogy megmentik Tibit. Tekla elmondta, hogy a hardon egyben van, mivel Pusztai félt, hogy nem tudja többé összerakni, ezért a gardóbjuk az időgép. Tekla “eltávolítja” otthonról az anyját és kipakolja a gardróbot, hogy indulásra kész legyen. Mivel ő nem ment, ezért Hanna rá bízta a körzőt. Dél Londonban kötnek ki, és onnan próbálnak bejutni a városba. Hullaszedőnek álcázva magukat bejutottak, sikeresen, feltűnésmentesen. Pestis járvány van, ezért Bulcsú ugyan nem nagyon akarta, nem volt más választásuk. Megtudták, hogy egy katolikus skót pincéjében találtak rá, ezért bekerült a Tower-be, és Hannáéknak sietniük kell nehogy kivégezzék.
Eközben Pesten is megy a nyomozás. Géza bá, Szabika és Edina elmennek Tahiba a házhoz, és nyomokat keresnek. Azokat konkrétan nem nagyon találnak, de a szomszéd sok felvételt készített a drónjával, ezért megkérik, hogy mutassa meg azokat, hátha látnak valami szokatlant. Szerencsére sikerrel járnak, mert egy feliratos teherautót láttak az egyik felvételen, ami a bűnözőkhöz tartozott. Szabi és Edina elindultak, hogy megnézzék, merre van a főhadiszállásuk. Később kiderül, hogy az Apostol utcáról van szó. Mivel gyalog nem érték utol az autót, Hanna nénivel vesznek egy motort, azzal a feltétellel, hogy erről a nyomozásról senkinek nem szólnak, és először Imréért mennek el, így megtarthatja Szabika a motort. Csakhamar kiderül, hogy másokat is raboltak ki ezek a bűnözők, mert víz- és gázszerelők is, és az így “felfedezett” házakat rabolják ki a megfelelő időpontban. Ezt kihasználva megpróbálták tönkretenni Hanna néni bojlerét(nem sok sikerrel), de kihívják őket. Szabiék a kertből hallgatóztak egy kihangosított telefonon keresztül, és a tervük bevált: Hanna néni beadta nekik, hogy nem lesz otthon pár napig és egy csomó pénze van elrejtve a lakásban. Míg a betörők betörni vannak, ők is kirabolják a házat, hátha megtalálják az időgépet. Minden jól ment, Edina aki Hanna néni házánál őkrödött hívta a rendőrséget. Mikor Szabiék is sikeresen bejutottak, megtalálták (Imre helyett) Tibit. 
John Webster segített bejutni Hannának a Tower-be, és szálláshelyet is biztosított számukra. Hannáéknak eszükbe jutott egy szökési terv, amihez Zsófi segített. Rájöttek, ha a múltból kopognak, az hallatszik a jelenben, így az emberek azt hitték, hogy Boleyn Anna szelleme. Ez kapóra is jött, Tibi kiszabadításában. Csakhogy Bulcsú a pestises körülmények miatt szappant főzött, és “feltalálta” az angol vécét, ezért a járványnak hamarabb vége lett, így megkezdődhettek a kivégzések is, így sietniük kellett. És közben rájöttek az igazságra… 
Kiderült, hogy Bujdosóné volt végig a spicli, és ezzel a Rigós dologgal és a színjátszósokkal játszatta el, hogy Tibi a 16.századba került. A szerelők, meg mindvégig csinálták, amit ő mondott, mert azt mondta nekik, hogy visszahozza a főnöküket(vagyis Felemásszemű Imrét).

Újabb szereplők
Turai Zoltán – a gyámhatóságnál dolgozik, ott volt mikor örökbefogatták Tibit.
Gergő – Hanna barlangász barátja.
Krisz – Szabika személyi edzője.
Rigó – nem tudni a rendes nevét, Felemászemű “munkatársai” az ő nevében rabolták el Tibit.
John Webster – segített Hannának bejutni a Tower-be, valamint nála és családjánál “telepedtek le” Hannáék.

## Színpadi változat
Az Időfutár sorozat elejének alaposan átdolgozott színpadi változatát először a debreceni Csokonai Színházban mutatták be 2016. december 19-én. Gemza Péter a történet íróival együttműködve lerövidítve, megváltoztatva de kerek egésszé alakítva rendezte meg a Varázsfuvola bemutatójáig tartó történetet.
A darab újrarendezett, kissé tovább alakított változata került színre 2018. október 13-án a Pesti Magyar Színházban. A rendező és átdolgozó Tasnádi Csaba volt.

## Időfutár társasjáték
2015 őszén került piacra az Időfutár, a Gémklub és a Tilos az Á (Pozsonyi Pagony Kft.) közös kiadású társasjátéka. A játék elején mindenki kap egy szerepkártyát, s a cél az időgép alkatrészeinek összegyűjtése, de ehhez rá kell jönni, hogy ki a barát és ki az ellenfél. A társasjáték a regény ismerete nélkül is élvezhető!